# Helichrysum dasyanthum
Helichrysum dasyanthum là một loài thực vật có hoa trong họ Cúc. Loài này được (Willd.) Sweet mô tả khoa học đầu tiên năm 1826.